# 新原聖生
新原 聖生（にいはら せな、1998年12月25日 - ）は、日本の歌手で、女性アイドルグループ『さんみゅ〜』元メンバー、『MELLOW MELLOW』のメンバー。
鹿児島県出身。サンミュージックプロダクション所属。

## 経歴
2009年、サンミュージックアカデミー鹿児島校へ入所。
2012年から2020年まで女性アイドルグループ『さんみゅ〜』のメンバーとして活動。
2017年10月2日、MELLOW MELLOWを結成。

## 出演

### ライブイベント

#### 西原さん
新原聖生と西園みすずによるアコースティックライブ
- Grateful Days （2015年5月12日、代官山LOOP）[4][5][6]
- Colors （2015年11月9日、代官山LOOP）[7]
- Destination（2016年10月23日、ヤマハ銀座スタジオ）[8]
- Colors - Daikanyama Loop 8th Anniversary -（2016年11月29日、代官山LOOP）[9]
- Destination Vol.2（2017年1月28日、ヤマハ銀座スタジオ）[10]

#### セナマイナ
新原聖生とMAINA（大阪☆春夏秋冬）によるアコースティックライブ
- ラジオ日本 1ami9LIVE! EXTRA（2016年5月25日、関交協ハーモニックホール）[11]
- ラジオ日本 1ami9LIVE! EXTRA2（2016年11月11日、京都文化博物館）[12]
- ラジオ日本 1ami9LIVE! EXTRA2（2016年11月12日、渋谷シダックスカルチャーホール）[13]

### CM・広告
- ふぁみり庵はいから亭 焼肉・カニ食べ放題篇 （2009年）
- MBC歯科イベント告知（2010年）
- 霧島神話の里公園（2010年）
- カラオケBanBan（2013年）[14]
- 山芳製菓わさビーフ（2013年）- 25周年キャンペーン[15]
- ルネサンス高等学校（2014年 - ）[16]

### 映画
- 県民エイガさつまおごじょ サザン・ガールズ・グラフィティ（2010年）
- 海の金魚（2010年）
- 奇跡（2011年）

### イベント
- MBC夏祭り （2009年）
- 日本テレビ「24時間テレビ」鹿児島イベント（2010年）
- イオン鹿児島ショッピングセンタークリスマスライブ（2010年）
- なんてったってハロプロ（2016年7月30日、ハロー！プロジェクト オフィシャルショップ 東京秋葉原店）[17]